# Icesave
Icesave est une banque d'épargne en ligne islandaise opérée et possédée par le Landsbanki de 2006 à 2008, qui fait faillite lors de la crise économique de 2008. 

## Activités
Icesave propose des services de compte d'épargne et opère dans deux autres pays, le Royaume-Uni, à partir d'octobre 2006, et les Pays-Bas, dès mai 2008, à des taux particulièrement élevés, pouvant aller jusqu'à 7 %. La banque profite des taux alors élevés de la Banque centrale d'Islande qui encouragent les épargnants européens à pratiquer le carry trade.

## L'affaire Icesave

### Crise financière
À la suite de la crise des subprimes de 2008, les principales banques islandaises s'effondrent. En octobre, le gouvernement islandais nationalise toutes les banques du pays dont la filiale de Landsbanki, Icesave, qui annonce sur son site internet une suspension des comptes bancaires le 7 octobre, provoquant la panique non seulement des 300 000 clients de la banque mais également de l'ensemble des marchés financiers. Dans la soirée, une conversation téléphonique a lieu entre le ministre des finances islandais Árni M. Mathiesen et le chancelier de l'Échiquier Alistair Darling. Au cours de cet échange, le ministre islandais ne peut garantir à son confrère britannique que les clients anglais seraient remboursés, préférant donner la priorité aux déposants résidant en Islande.
Prenant note de cela, dès le lendemain le gouvernement britannique utilise une loi anti-terroriste afin de bloquer les avoirs de la branche britannique d'Icesave. Et pour parer à tout mouvement de panique, les gouvernements britannique et néerlandais se hâtent de rembourser les clients d'Icesave via leur propre fonds de garantie des dépôts, quand bien même Icesave, en tant que branche (et non filiale) de Landsbanki, dépend du fonds de garantie islandais et non du système de garantie national de ces deux pays. Les gouvernements néerlandais et britannique se retournent ensuite vers le gouvernement islandais afin que celui-ci les rembourse. Des négociations commencent alors entre ces pays afin de trouver un accord sur les modalités de remboursement.

### Débats dans l'affaire Icesave
Le 28 août 2009, le Parlement islandais vote par 34 pour, 15 contre et 14 abstentions une loi permettant de rembourser au Royaume-Uni et aux Pays-Bas plus de 5 milliards de dollars perdus dans les comptes d'Icesave. L'adoption de la loi, initialement incertaine, est favorisée par l'ajout de quelques amendements qui mettent par exemple en place un remboursement indexé sur le PIB. Le 2 septembre 2009, le président islandais Ólafur Ragnar Grímsson signe la loi.
Le 30 décembre suivant, une nouvelle loi plus contraignante est adoptée par le Parlement par 33 voix pour et 30 voix contre. Le plan prévoit le remboursement de 3,8 milliards de dollars au Royaume-Uni et aux Pays-Bas, correspondant à environ 100 euros par habitant et par mois pendant huit ans. Environ 340 000 épargnants britanniques et néerlandais sont concernés par ce remboursement.
Mais sous la pression populaire, le président décide d'en soumettre l'adoption à un référendum, qui se tient le 6 mars 2010, à l'issue duquel le « non » est largement majoritaire.
L'année suivante, le parlement islandais approuve un nouvel accord permettant d'étaler les remboursements entre juillet 2016 et au maximum 2046, à un taux d'intérêt de 3 % pour 1,3 milliard d'euros dû à la Haye et de 3,3 % pour le reste à Londres. Cet accord est également soumis au vote populaire le 9 avril 2011 et lui aussi rejeté par 57,7 %.
En fait, il semblerait que le débat du remboursement ait été biaisé par la précipitation des gouvernements néerlandais et britannique de rembourser leurs ressortissants, se substituant ainsi au système de garantie des dépôts islandais (par ailleurs sous-capitalisé). Selon cette analyse, ce n'est pas tant au gouvernement islandais de payer que la maison mère d'Icesave, la banque Landsbanki ainsi que ses actionnaires et créanciers.

### Dénouement de l'affaire
Finalement, Landsbanki annonce le 2 septembre 2011 qu'elle serait en mesure de rembourser par elle-même les gouvernements britannique et néerlandais de la somme de 8 milliards d'euros, ceci par la vente de ses actifs, qui ont finalement été réévalués après le krash financier de 2008.
Deux jours plus tard, le président islandais demande publiquement des explications à l'Union européenne. En effet, Landsbanki a depuis le début affirmé qu'il serait en mesure de rembourser les clients d'Icesave par la liquidation de ses actifs. Dès lors, les mesures prises par le gouvernement britannique et néerlandais, ainsi que la menace de l'Association européenne de libre-échange semblent démesurées.
Contestée par les créanciers de la banque en faillite, la décision de rembourser le Royaume-Uni et les Pays-Bas est finalement confirmée par la Cour de justice islandaise le 28 octobre 2011, apportant ainsi l'ultime feu vert nécessaire au remboursement.
Le 2 décembre 2011, la banque Landsbanki effectue un premier versement de 432 milliards de couronnes islandaises, soit environ le tiers du montant total à rembourser. Malgré ce progrès, l'Autorité de surveillance de l'Association européenne de libre-échange (AELE) assigne néanmoins l'Islande en justice pour ne pas avoir remboursé à temps les déposants d'Icesave. Le 28 janvier 2013, la Cour de justice de l'AELE rejette cette plainte.
L'affaire est close en septembre 2015 par un règlement à l'amiable, 20 milliards de couronnes, soit environ  140 millions d'euros, seront versés par le Fonds de garantie des déposants et des investisseurs islandais au Financial Services Compensation Scheme et à la Banque des Pays-Bas.